# Invented here
Inventé ici
Ne doit pas être confondu avec Not invented here.
Invented here (« inventé ici ») ou Not Invented There (N.I.T. - pas inventé là-bas), à l'opposé de « Not invented here », est un type de raisonnement ou d'attitude qui survient lorsque la direction d'une organisation se montre réticente à l'égard de l'innovation ou développement mené en interne. Les raisons pour lesquelles cela pourrait être le cas sont variées et vont du manque de confiance dans le personnel au sein de l'organisation au désir d'avoir un tiers à blâmer en cas d'échec d'un projet. Un effet de cette version d'invented here peut être que la connaissance détaillée de l'innovation ou du développement n'est jamais transmise aux employés permanents, ce qui peut entraîner des dépenses supplémentaires récurrentes et réduire la bonne volonté et l'expérience bancaire des employés[réf. nécessaire].
Une citation qui résume ceci est « Mince, ça ne peut pas valoir grand-chose si quelqu'un d'ici y a pensé en premier. » ("Gee, it can't be worth much if someone local thought of it first.").